# Conicera barberi
Conicera barberi är en tvåvingeart som först beskrevs av Malloch 1913.  Conicera barberi ingår i släktet Conicera och familjen puckelflugor.
Artens utbredningsområde är Virginia. Inga underarter finns listade i Catalogue of Life.